# ARMTV
 Televiziunea Publică a Armeniei (Armeană: Հայաստանի հանրային հեռուստաընկերություն, Hayastani Hanrayin herrustaynkerut’yun) a început să emită încă din 1956, pe timpul când Armenia era în URSS.

## Istoric
Postul a început să emită din 29 noiembrie 1956, dar deschiderea oficială a programului a fost în 9 februarie 1957. În martie 1973, postul de televiziune a început pregătirile pentru trecerea la transmisiile color, astfel în 1958 50% din transmisie era color, iar în 1978 70%.
În anul 2005 ARMTV a aderat la EBU, astfel a putut participa la Concurul Muzical Eurovision, unde a debutat în 2006.

## Proiecte
În 2011 ARMTV a fost televiziunea gazdă a Concursului Muzical Eurovision Junior din 2011